# جاموكا (روبوت)
جاموكا أول روبوت رباعي الارجل يمشي على أكوام زهر البرقوق جاموكا (بالإنجليزية:  Jamoca Robot)‏ هو روبوت يشبة الكلب يمشي على أربعة ارجل في الصين. يمكن أن يكمل التحدي المعقد المتمثل في المشي على أكوام زهر البرقوق، وتم اختيار نتائج البحث ذات الصلة للروبوتات ذات العجلات المحمولة ذات التوازن الذاتي كأفضل مؤتمر IROS 2020 في صناعة الروبوتات.
يأتي هذان التطوران من Tencent Robotics X Lab ، وهما اختراقات تكنولوجية في اتجاه الحركة وهما أيضًا أحد أهم القدرات الأساسية للروبوتات.
تأسس مختبر Tencent Robotics X Lab في عام 2018، وهو مكرس لتعزيز البحث عن روبوتات الجيل التالي من خلال التعاون بين الإنسان والآلة، وإنشاء شركات اتصالات وموصلات من العالم الافتراضي إلى العالم الحقيقي.
في الوقت الحاضر، يركز المختبر على البحث والتطبيق لثلاث تقنيات روبوت عامة، وهي الأجهزة المحمولة والتشغيل الماهر والجسم الذكي، ويركز المختبر على البحث والتطوير في مجال الروبوتات المتنقلة متعددة الوسائط.
روبوت Jamoca المحمول رباعي الأرجل: يمكنه المشي والركض والقفز وتحدي التضاريس المعقدة لتلال زهر البرقوق
«درس شاولين لعشرات فصول الشتاء ومارس مهارات حقيقية على أكوام زهر البرقوق. إذا واصلت التمرين، فستصبح بالتأكيد مشهورًا وستبني الأفضل».
كومة زهرة البرقوق هي واحدة من أدوات التدريب المهمة للكونغ فو الصيني، وممارسة كومة زهر البرقوق هي أيضًا الأساس لممارسة الكونغ فو الخفيفة في روايات فنون الدفاع عن النفس.
الآن، تم إدخال «ممارس» جديد - روبوت Jamoca متحرك رباعي الأرجل على كومة Plum Blossom.
تم تعديل هيكل Jamoca بناءً على منصة أجهزة خارجية، حيث يزن حوالي 70 كجم وطوله 1 مترًا وعرضه 0.5 مترًا وارتفاعه 0.75 مترًا.
روبوت محمول رباعي الأرجل، اسمه الأكثر شيوعًا هو روبوت الكلب.
استنادًا إلى علم الوجود المقدم خارجيًا واستنادًا إلى تقنية التحكم في الروبوتات المطورة ذاتيًا، أنشأ مختبر Tencent Robotics X Lab دماغًا ذكيًا لـ Jamoca يمكنه التعامل مع البيئات المعقدة، ويسمح هذا الدماغ لـ Jamoca بالمشي والخبب والقفز، مما يمنحه القدرة على التمركز وتجنب العقبات.
يتكون التحدي الذي أكمله Jamoca هذه المرة من جزأين: خطوة بارتفاع 60 سم وزاوية مسطحة 20 درجة وكومة برقوق مع أقصى فرق ارتفاع يبلغ 16 سم بين الركائز المجاورة.
وفقًا لباحث من Tencent Robotics X Lab ، مقارنةً بالروبوتات رباعية الأرجل الأخرى في العالم، فإن كومة البرقوق Jamoca لديها منطقة هبوط أصغر، وارتفاع أعلى، ومجموعة من الخطوات. من الصعب تحقيقه.
من بينها، هناك نوعان من الصعوبات الرئيسية في اختبار قدرة الروبوت على الحركة:
- افهم ترتيب أكوام زهر البرقوق (بما في ذلك الموضع والارتفاع).
- اختيار نقاط القدم والمسارات، والمشي بثبات ودقة (قدم إلى مركز كومة زهر البرقوق).
يتوافق هذا مع وحدتي التكنولوجيا الأساسيتين اللتين درسهما المعمل في تكنولوجيا الهاتف المحمول:
التصور وتخطيط الحركة والتحكم فيها؛ وفي الوقت نفسه، حقق الاثنان التنظيم المنهجي من خلال وحدة فنية أساسية أخرى للمختبر: تصميم وبناء نظام الماكينة الكامل للتكامل المتكامل.
بناءً على نتائج تحدي Jamoca ، وصل مختبر Tencent Robotics X Lab إلى معايير فنية عالية جدًا:
- تحديد المواقع الإدراكية في حدود 1 سم.
- ورسم خرائط المسار عند مستوى 10 مللي ثانية حسب البيئة.
- التحكم في عزم الدوران الديناميكي في الوقت الحقيقي 1 كيلو هرتز.
- زهرة البرقوق هي خطى في حدود 1 سم من مركز الركيزة ولديها درجة عالية من التنسيق للنظام بأكمله.
من حيث الإدراك البيئي الدقيق، يحقق Jamoca بشكل مبتكر معايرة قوية للعين والقدم ويستخدم كاميرات RGB-D لإدراك البيئة المحيطة في الوقت الفعلي.
من خلال مطابقة نقطة الميزة، يتم تتبع مسار حركة Jamuka عبر الإنترنت، ويتم دمج معلومات تحديد المواقع القائمة على الرؤية مع معلومات عداد المسافات المستندة إلى الحركية وبيانات IMU (وحدة القياس بالقصور الذاتي) لتحسين دقة تحديد المواقع وتكرار التتبع.
في الوقت نفسه، تُستخدم الخوارزميات لتحديد واستخراج نطاق مساحة السطح وموقع النقطة المحورية للخطوات وأكوام زهر البرقوق، ويتم دمج بيانات تحديد الموقع والتعرف لإعادة بناء مشهد الحركة ثلاثية الأبعاد تمامًا.
فيما يتعلق بالتخطيط الأمثل لمسار الحركة والتحكم في الحركة في الوقت الفعلي، يدرك Jamoca إنشاء مسار نقطة الوسط عبر الإنترنت ورسم خرائط موطئ القدم استنادًا إلى معلومات الموقع الخاصة بجسم الروبوت ومكدسات أزهار البرقوق التي يتم استشعارها في الوقت الفعلي بواسطة نظام الاستشعار، وبناءً على نقطة المنتصف ديناميات.
مع ضمان أن الأرجل الأربعة للروبوت يمكنها السير بأمان على كومة زهر البرقوق التالية، فإنه يحسن مسار الحركة بأقصر طول لحركة الجسم وأقل جهد إجمالي، ويمكن إجراء تخطيط الحركة المذكور أعلاه بشكل مستمر عبر الإنترنت.
وفي الوقت نفسه، بناءً على تقدير حالة الجسم في الوقت الفعلي، يمكن لـ Jamoca الجمع بين نموذج مركز ديناميكيات الكتلة لبناء مشاكل التحسين، وحل قوة رد الفعل الأرضية التي تتطلبها القدم الروبوتية في الوقت الفعلي، والجمع بين التحكم في التغذية الراجعة لتحقيق تحكم دقيق وقوي في Real -الوقت، والذي يمكن أن يكمل المشي، والتحكم في الحركة من أجل الهرولة والقفز المائل.
على عكس الروبوتات الصناعية التي تقوم بحركات متكررة بعد قواعد مصممة مسبقًا، يولي مختبر Robotics X مزيدًا من الاهتمام لدراسة الخصائص المستقلة للروبوتات بوعي وحكم، والغرض منها هو إدراك الروبوتات في بيئة ديناميكية مع قدر كبير من عدم اليقين. الاستقلالية وصنع القرار المستقل وإنجاز المهام بشكل مستقل.
في هذه المرحلة، يستخدم Jamoca بشكل أساسي في تجارب البحث العلمي في المختبر.
سيساعد الوعي بالبيئة عبر الإنترنت والتخطيط الأمثل للحركة وقدرات التحكم في الحركة في الوقت الفعلي منتجات الروبوتات الأخرى من Tencent على التكيف بشكل أفضل مع بيئة العالم الحقيقي المعقدة في المستقبل.